# Jamaica op de Olympische Zomerspelen 2012
Jamaica nam deel aan de Olympische Zomerspelen 2012 in Londen, Verenigd Koninkrijk.

## Medailleoverzicht
| Sport    | Olympiër | Onderdeel       | Medaille |
| -------- | --- | --------------- | -------- |
| Atletiek | Usain Bolt | 100m (m)        | Goud     |
| Atletiek | Usain Bolt | 200m (m)        | Goud     |
| Atletiek | Kemar Bailey-Cole Yohan Blake Usain Bolt Nesta Carter Michael Frater                                                      | 4x100m (m)      | Goud     |
| Atletiek | Shelly-Ann Fraser-Pryce                                                                                                   | 100m (v)        | Goud     |
| Atletiek | Yohan Blake | 100m (m)        | Zilver   |
| Atletiek | Yohan Blake | 200m (m)        | Zilver   |
| Atletiek | Shelly-Ann Fraser-Pryce                                                                                                   | 200m (v)        | Zilver   |
| Atletiek | Schillonie Calvert Veronica Campbell-Brown Shelly-Ann Fraser-Pryce Samantha Henry-Robinson Sherone Simpson Kerron Stewart | 4x100m (v)      | Zilver   |
| Atletiek | Christine Day Shereefa Lloyd Rosemarie Whyte Shericka Williams Novlene Williams-Mills                                     | 4x400m (v)      | Zilver   |
| Atletiek | Warren Weir | 200m (m)        | Brons    |
| Atletiek | Hansle Parchment | 110m horden (m) | Brons    |
| Atletiek | Veronica Campbell-Brown                                                                                                   | 100m (v)        | Brons    |

## Deelnemers en resultaten
(m) = mannen, (v) = vrouwen

### Atletiek
Mannen
| Olympiër                                                                            | Onderdeel    | Resultaat | Prestatie                                                                         |
| ----------------------------------------------------------------------------------- | ------------ | --------- | --------------------------------------------------------------------------------- |
| Yohan Blake                                                                         | 100m         | Zilver    | serie 6: 1ste in 10,00 halve finale 3: 1ste in 9,85 finale: 2de in 9,75           |
| Usain Bolt                                                                          | 100m         | Goud      | serie 4: 1ste in 10,09 halve finale 2: 1ste in 9,87 finale: 1ste in 9,63 (OR)     |
| Asafa Powell                                                                        | 100m         | 7e        | serie 5: 1ste in 10,04 halve finale 1: 3de in 9,94 finale: 7de in 11,99           |
| Yohan Blake                                                                         | 200m         | Zilver    | serie :4 1ste in 20,38 halve finale 1: 1ste in 20,01 finale: 2de in 19,44         |
| Usain Bolt                                                                          | 200m         | Goud      | serie 1: 1ste in 20,39 halve finale 2: 1ste in 20,18 finale: 1ste in 19,32        |
| Warren Weir                                                                         | 200m         | Brons     | serie 5: 1ste in 20,29 halve finale 3: 2de in 20,28 finale: 3de in 19,84          |
| Jermaine Gonzales                                                                   | 400m         | 32e       | serie 4: 6de in 46,21                                                             |
| Dane Hyatt                                                                          | 400m         | 18e       | serie 3: 4de in 45,14 halve finale 3: 6de in 45,59                                |
| Rusheen McDonald                                                                    | 400m         | 35e       | serie 1: 4de in 46,67                                                             |
| Hansle Parchment                                                                    | 110m horden  | Brons     | serie 3: 2de in 13,32 halve finale 3: 2de in 13,14 (NR) finale: 3de in 13,12 (NR) |
| Richard Phillips                                                                    | 110m horden  | DNF       | serie 5: 5de in 13,47 halve finale 2: niet gefinisht                              |
| Andrew Riley                                                                        | 110m horden  | 25e       | serie 2: 5de in 13,59                                                             |
| Roxroy Cato                                                                         | 400m horden  | 31e       | serie 1: 5de in 50,22                                                             |
| Leford Green                                                                        | 400m horden  | 7e        | serie 2: 2de in 49,30 halve finale 3: 2de in 48,61 finale: 7de in 49,12           |
| Josef Robertson                                                                     | 400m horden  | 27e       | serie 6: 5de in 49,98                                                             |
| Kemar Bailey-Cole Yohan Blake Usain Bolt Nesta Carter Michael Frater Asafa Powell   | 4x100m       | Goud      | serie 1: 1ste in 37,39 finale: 1ste in 36,84 (WR) (OR)                            |
| Jermaine Gonzales Dane Hyatt Riker Hylton Rusheen Mcdonald Errol Nolan Edino Steele | 4x400m       | DNF       | serie 2: niet gefinisht                                                           |
| Damar Forbes                                                                        | verspringen  | 19e       | kwalificatie groep A: 12de met 7,79m                                              |
| Dorian Scott                                                                        | kogelstoten  | 10e       | kwalificatie groep A: 6de met 20,31m finale: 10de met 10,61m                      |
| Jason Morgan                                                                        | discuswerpen | 39e       | kwalificatie groep A: 19de met 57,46m                                             |
| Traves Smikle                                                                       | discuswerpen | 20e       | kwalificatie groep B: 11de met 61,85m                                             |

Vrouwen
| Olympiër | Onderdeel          | Resultaat                                                                | Prestatie                                                                  |
| --- | ------------------ | ------------------------------------------------------------------------ | -------------------------------------------------------------------------- |
| Veronica Campbell-Brown                                                                                             | 100m               | Brons                                                                    | serie 3: 1ste in 10,94 halve finale 1: 2de in 10,89 finale: 3de in 10,81   |
| Shelly-Ann Fraser-Pryce                                                                                             | 100m               | Goud                                                                     | serie 6: 1ste in 11,00 halve finale 2: 1ste in 10,85 finale: 1ste in 10,75 |
| Kerron Stewart | 100m               | 8e                                                                       | serie 7: 3de in 11,08 halve finale 3: 4de in 11,04                         |
| Veronica Campbell-Brown                                                                                             | 200m               | 4e                                                                       | serie 5: 3de in 22,75 halve finale 1: 1ste in 22,32 finale: 4de in 22,38   |
| Shelly-Ann Fraser-Pryce                                                                                             | Zilver             | serie 6: 1ste in 22,71 halve finale 3: 2de in 22,34 finale: 2de in 22,09 |                                                                            |
| Sherone Simpson | 13e                | serie 3: 3de in 22,97 halve finale 2: 6de in 22,71                       |                                                                            |
| Christine Day | 400m               | 10e                                                                      | serie 2: 2de in 51,05 halve finale 2: 4de in 51,19                         |
| Rosemarie Whyte | 400m               | 7e                                                                       | serie 3: 2de in 50,90 halve finale 1: 3de in 50,98 finale: 7de in 50,79    |
| Novlene Williams-Mills                                                                                              | 400m               | 5e                                                                       | serie 6: 1ste in 50,88 halve finale 3: 3de in 49,91 finale: 5de in 50,11   |
| Kenia Sinclair | 800m               | DNS                                                                      | serie 3: niet gestart                                                      |
| Brigitte Foster-Hylton                                                                                              | 100m horden        | 37e                                                                      | serie 6: 7de in 13,98                                                      |
| Latoya Greaves | 100m horden        | DNS                                                                      | serie 2: niet gestart                                                      |
| Shermanie Williams                                                                                                  | 100m horden        | 11e                                                                      | serie 3: 5de in 13,07 halve finale 1: 3de in 12,83                         |
| Kaliese Spencer | 400m horden        | 4e                                                                       | serie 2: 2de in 54,02 halve finale 2: 2de in 54,20 finale: 4de in 53,66    |
| Melaine Walker | 400m horden        | 14e                                                                      | serie 5: 2de in 54,78 halve finale 2: 6de in 55,74                         |
| Nickiesha Wilson | 400m horden        | 15e                                                                      | serie 4: 2de in 55,53 halve finale 1: 5de in 55,77                         |
| Korine Hinds | 3000m steeplechase | 22e                                                                      | serie 1: 10de in 9.37,95                                                   |
| Schillonie Calvert Veronica Campbell-Brown Shelly-Ann Fraser Samantha Henry-Robinson Sherone Simpson Kerron Stewart | 4x100m             | Zilver                                                                   | serie 2: 2de in 42,37 finale: 2de in 41,41 (NR)                            |
| Dominique Blake Christine Day Shereefa Lloyd Rosemarie Whyte Shericka Williams Novlene Williams-Mills               | 4x400m             | Zilver                                                                   | serie 1: 1ste in 3.25,13 finale: 2de in 3.20,95                            |
| Trecia Smith | hink-stap-springen | 7e                                                                       | kwalificatie groep B: 4de met 14,31m finale: 7de met 14,35m                |
| Kimberly Williams                                                                                                   | hink-stap-springen | 6e                                                                       | kwalificatie groep A: 1ste met 14,53m finale: 6de met 14,48m               |
| Allison Randall | discuswerpen       | 29e                                                                      | kwalificatie groep A: 14de met 58,06m                                      |

### Paardensport
| Olympiër                          | Onderdeel    | Resultaat | Prestatie |
| --------------------------------- | ------------ | --------- | --- |
| Samantha Albert op "Carraig Dubh" | individueel) | 51e       | dressuur: 67.20 strafpunten (69e) crosscountry: 54.00 strafpunten = totaal: 121.20 (59e) springen 1R: 21.00 strafpunten = 142.20 |

### Taekwondo
| Olympiër        | Onderdeel | Resultaat | Prestatie                     |
| --------------- | --------- | --------- | ----------------------------- |
| Kenneth Edwards | -80kg (m) | 11e       | voorronde: V van CHN Liu: 4-6 |

### Zwemmen
| Olympiër      | Onderdeel           | Resultaat | Prestatie                                                                                                |
| ------------- | ------------------- | --------- | --- |
| Alia Atkinson | 50m vrije slag (v)  | 37e       | serie 6: 4de in 25,98                                                                                    |
| Alia Atkinson | 100m schoolslag (v) | 4e        | serie 3: 1ste in 1.07,39 halve finale 1: 4de in 1.07,48 swim-off: 1ste in 1.06,79 finale: 4de in 1.06,93 |
| Alia Atkinson | 200m schoolslag (v) | 27e       | serie 1: 1ste in 2.28,77                                                                                 |